# Park Nam-ok
Park Nam-ok (en coréen : 박남옥), née le 24 février 1923 et morte le 8 avril 2017 était un réalisatrice coréenne. Park est considérée comme la première femme coréenne à réaliser un film national dans son pays. Elle est surtout connue pour son premier film, The Widow (ko) (Mimang-in), sorti en mars 1955. Park a longtemps vécu aux États-Unis.

## Biographie
Dans sa jeunesse, Park était déjà cinéphile, admirant notamment l'actrice Kim Shin-jae. Park a fréquenté l'Ewha Women's Professional School à partir de 1943, mais a abandonné avant d'obtenir son diplôme, pour travailler comme journaliste à Daegu. 

### Carrière cinématographique
Park travaille ensuite pour la Chosun Film Company, à partir de 1945, après la libération de la Corée du Japon. Elle a été introduite dans les studios par le réalisateur Yoon Yong-kyu, qu'elle a connue par le biais d'un ami. Park est impliquée comme scénariste dans le film de 1947, A New Oath, réalisé par Shin Kyeong-gyun. Pendant la guerre de Corée, elle a travaillé sur un film de guerre où elle a rencontré son mari, Lee Bo-ra. 
Park tourne son film, The Widow, à l'hiver 1954, avec de très faible moyens. Trop pauvre pour engager une baby-sitter, elle tourne le film avec son bébé porté sur le dos. Elle s'occupe notamment aussi pendant le tournage de nourrir l'ensemble de son équipe. Le scénario a été écrit par son mari, et elle fonda avec l'aide de sa sœur une société de production appelée "Sister Productions" pour le film. The Widow, cependant, n'atteint pas le succès commercial et sa carrière de réalisatrice se termine sur cet échec.

### Fin de vie et reconnaissance
Par la suite elle divorcera de son mari et partira vivre à Los Angeles avec sa fille.
En 2001, la Women in Film Association of Korea produit le documentaire Beautiful Life, retraçant la vie de Park Nam-ok. Dans une interview accordée pour ce film, la réalisatrice revient sur son expérience de tournage : « J'ai terriblement souffert quand j'ai réalisé The Widow, mais lorsque je repense à cette période, je donnerai tout ce que j'ai pour vivre à nouveau ces jours ». 
Un prix, décerné par le Festival international du film pour femmes de Séoul, a été nommé en son honneur, et il a été décerné pour la première fois en 2008 à Yim Soon-rye.  
Park est décédée le 8 avril 2017 à l'âge de 94 ans de causes naturelles chez elle à Los Angeles en Californie. 